# 지방도 제1084호선
지방도 제1084호선(함양 ~ 율곡선)은 경상남도 함양군 함양읍 삼산리와 합천군 율곡면 노양 교차로를 잇는 경상남도의 지방도이다.
전 구간이 광주대구고속도로와 거의 평행하게 노선이 이어져 있으며, 해인사 나들목에서 직접 만난다. 때문에 광주대구고속도로의 우회도로로 활용되기도 하며, 광주대구고속도로가 미처 접근하지 못하는 읍면지역들의 중심을 거쳐가는 보조 간선도로의 역할을 하는 것이 특징이다. 거의 모든 구간이 왕복 2차로로 구성되어 있고, 야로 ~ 율곡 구간은 1차로이다. 2015년 12월 광주대구고속도로의 거창군 남하면 ~ 합천군 야로면 구간이 이설되면 구 고속도로가 지방도로 이용될 계획이 있다.

## 연혁
- 2003년 2월 20일 : 노선 폐지 및 재지정[1][2]
- 2005년 5월 6일 : 사근교를 포함한 함양군 함양읍 백천리 ~ 수동면 화산리 3.121km 구간 개통[3]
- 2006년 7월 28일 : 거창군 거창읍 김천리 ~ 남상면 무촌리 3.6km 구간 개통[4]
- 2009년 1월 12일 : 함양군 함양읍 이은리 ~ 함양군 수동면 화산리 5.54km 구간 확장 개통, 기존 함양군 함양읍 운림리 ~ 백천리 3.7km 구간 폐지[5]
- 2009년 10월 15일 : 지방도 노선 조정으로 총 연장이 72.6km에서 81.7km로 변경[6]

- 가야문화관광도로 조성계획 반영
- 종점을 합천군 야로면 덕암리에서 율곡면 와리까지 연장 (리도208호선, 리도209호선 승격)

- 2011년 9월 23일 : 합천군 야로면 야로리 ~ 가야면 황산리 6.02km 구간 확장 개통[7]
- 2016년 2월 4일 : 거창 ~ 춘천2간 도로(거창군 남상면 무촌리 ~ 진목리) 7.5km 구간 개통[8]
- 2017년 5월 4일 : 함양군 함양읍 운림리에서 함양군 함양읍 삼산리로 1.9km 연장 및 타 노선과 중복구간 연장이 9.0km에서 9.7km로 변경. 이에 따라 총연장이 81.65km에서 83.55km로 변경.[9]

## 주요 경유지
경상남도
- 함양군
  - 함양읍 (미개통 구간 : 삼산리 - 이은리) - (함양자동차운전학원) - 위천교 - 하림공원 - 신관리 - (옥매교 북단) - 백천삼거리 - 백천리 - 사근교
  - 수동면 사근교 - 수동삼거리 - 화산리 - 화산삼거리 - 죽산리 - 죽산저수지

- 거창군
  - 남상면 춘전리 - 진목리 - 둔동리 - 오계리 - 무촌리 - 남상초등학교 - 월평리
  - 거창읍 정장리 - 거창문화센터 - 거창박물관 - 경남도립거창대학 - 김천리 - 서흥여객(거창시내버스터미널) - 김천사거리 - 김천2교 - 김천1교 - 중앙교사거리 - 중앙교 - (북부주유소) - 개봉교 - 대동리 - 개봉사거리 - 아월교 - 양평교 - 양평리 - 갈매재
  - 남하면 갈매재 - 둔마리 - 살피재
  - 가조면 살피재 - 동례리 - 장기리 - 가조교 - 장기삼거리 - 마상교 - 마상2교 - 가조초등학교 - 가조면 행정복지센터 - 가조시외버스정류장 - 가조삼거리 - 수월리 - 가조2교 - 일부리 - 도리

- 합천군
  - 가야면 성기리 - 아델스코트CC - 매안리 - 숭산교 - 매화교 - 매화리 - 사촌리 - 가산초등학교 - 해인중학교 - 황산교 - 황산리 - 하림3교
  - 야로면 하림3교 - 하림2교 - 하림리 - 월광리 - 월광교 - 매촌리 - 야로농공단지 - 해인사 나들목 - 야로리 - (야로1구) - 야로교 - 야로합동정류소 - 야로고등학교입구 - 구정교 - 정대리 - 분기삼거리 - 덕암리 - 산주교

경상북도
- 고령군
  - 쌍림면 산주교 - (미개통 구간 : 산주리)

경상남도
- 합천군
  - 율곡면 (미개통 구간 : 노양리 - 와리) - 노양 교차로

## 중복 구간
- 거창군 가조면 장기삼거리 ~ 가조삼거리 : 지방도 제1099호선과 중복
- 거창군 가조면 도리 ~ 합천군 가야면 황산교 동단 : 국도 제59호선과 중복
- 합천군 야로면 (야로1구) ~ 야로고등학교입구 : 지방도 제1036호선과 중복
- 합천군 야로면 분기삼거리 ~ 덕암리 : 국도 제26호선과 중복

## 도로명
- 함양군 함양읍 (함양자동차학원) ~ 백천삼거리 : 하림대로
- 함양군 함양읍 백천삼거리 ~ 수동면 수동삼거리 : 고운로
- 함양군 수동면 수동삼거리 ~ 화산삼거리 : 수동1길
- 함양군 수동면 화산삼거리 ~ 거창군 거창읍 거창교 남단 : 수남로
- 거창군 거창읍 거창교 남단 ~ 중앙교사거리 : 강남로
- 거창군 거창읍 중앙교사거리 ~ (북부주유소) : 거창대로
- 거창군 거창읍 (북부주유소) ~ 개봉사거리 : 거열로
- 거창군 거창읍 개봉사거리 ~ 합천군 가야면 황산교 동단 : 가조가야로
- 합천군 가야면 황산교 동단 ~ 야로면 분기삼거리 : 가야산로
- 합천군 야로면 분기삼거리 ~ 덕암리 : 영서로
- 합천군 야로면 덕암리 ~ 고령군 쌍림면 산주리 : 산주길
- 합천군 율곡면 노양리 ~ 노양 교차로 : 노양길